# Dennis-Weston
Pour les articles homonymes, voir Dennis et Weston.
Dennis-Weston est un village du comté de Charlotte, au sud-ouest de la province canadienne du Nouveau-Brunswick. Le village a le statut de DSL. Dans le cadre de la réforme de la gouvernance locale du 1er janvier 2023, le DSL a été annexé à la ville de Saint-Stephen.
Le recensement de 2006 y dénombre 1 192 habitants.

## Toponyme
Dennis-Weston est probablement nommé ainsi d'après le ruisseau Dennis et l'un de ses affluents, le ruisseau Billy Weston. Le ruisseau Dennis est lui probablement nommé d'après un chef Passamaquoddy nommé Denny, un nom populaire dans cette culture.

## Géographie

### Situation
Dennis-Weston se trouve dans le sud-ouest du comté de Charlotte, à 117 kilomètres de route à l'ouest de Saint-Jean et à 120 km au sud-ouest de Fredericton.
Dennis-Weston est limitrophe de la paroisse de Saint-James au nord, de la Paroisse de Saint-Patrick à l'est, de la paroisse de Dufferin au sud-est, de la ville de Saint-Stephen au sud et de Western Charlotte à l'ouest. Outre Saint-Stephen, les villes les plus proches sont Saint-Andrews à 36 km au sud-est et Saint-George à 46 km à l'est.

### Hameaux et lieux-dits
Le territoire comprend les hameaux de Blackland, Hayman Hill, Heathland, Old Ridge et Valley Road.

## Histoire
Old Ridge est fondé en 1785 par des membres de l'Association loyaliste de Port Mattoon.

## Démographie
| 2011  | 2016  |
| ----- | ----- |
| 1 109 | 1 023 |

## Économie
Entreprise Charlotte, membre du Réseau Entreprise, a la responsabilité du développement économique.

## Administration

### Comité consultatif
En tant que district de services locaux, Dennis-Weston est administré directement par le Ministère des Gouvernements locaux du Nouveau-Brunswick, secondé par un comité consultatif élu composé de cinq membres dont un président. Il n'y a actuellement aucun comité consultatif.

### Commission de services régionaux
Dennis-Weston fait partie de la Région 10, une commission de services régionaux (CSR) devant commencer officiellement ses activités le 1er janvier 2013. Contrairement aux municipalités, les DSL sont représentés au conseil par un nombre de représentants proportionnel à leur population et leur assiette fiscale. Ces représentants sont élus par les présidents des DSL mais sont nommés par le gouvernement s'il n'y a pas assez de présidents en fonction. Les services obligatoirement offerts par les CSR sont l'aménagement régional, l'aménagement local dans le cas des DSL, la gestion des déchets solides, la planification des mesures d'urgence ainsi que la collaboration en matière de services de police, la planification et le partage des coûts des infrastructures régionales de sport, de loisirs et de culture; d'autres services pourraient s'ajouter à cette liste.

### Représentation et tendances politiques
Nouveau-Brunswick: Dennis-Weston fait partie de la circonscription provinciale de Charlotte-Campobello, qui est représentée à l'Assemblée législative du Nouveau-Brunswick par Curtis Malloch, du Parti progressiste-conservateur. Il fut élu en 2010.
 Canada: Dennis-Weston fait partie de la circonscription électorale fédérale de Nouveau-Brunswick-Sud-Ouest, qui est représentée à la Chambre des communes du Canada par Gregory Francis Thompson, ministre des Anciens Combattants et membre du Parti conservateur. Il fut élu lors de la 40e élection fédérale, en 1988, défait en 1993 puis réélu à chaque fois depuis 1997.

## Vivre à Dennis-Weston
Il n'y a aucune école francophone dans le comté, les plus proches étant à Saint-Jean ou Fredericton. Les établissements d'enseignement supérieurs les plus proches sont quant à eux situés dans le Grand Moncton.
Le bureau de poste et le détachement de la Gendarmerie royale du Canada les plus proches sont à Saint-Stephen.
Les anglophones bénéficient du quotidien Telegraph-Journal, publié à Saint-Jean, et de l'hebdomadaire Saint Croix Courier, publié à Saint-Stephen. Les francophones ont accès par abonnement au quotidien L'Acadie nouvelle, publié à Caraquet, ainsi qu'à l'hebdomadaire L'Étoile, de Dieppe.

## Culture

### Architecture et monuments
Un pont couvert traverse le ruisseau Dennis, à Maxwell Crossing, à 1,5 km à l'est de la route 3. Le pont fut construit en 1910 et mesure 18,3 mètres de long. Il est endommagé lorsqu'une automobile le percute au début 2013 mais il est restauré et rouvert à la circulation le 31 janvier 2014.